# Verrucosa cuyuni
Verrucosa cuyuni Lise, Kesster & Silva, 2015 è un ragno appartenente alla famiglia Araneidae.

## Etimologia
Il nome della specie deriva dal fiume guyanense di rinvenimento degli esemplari: il fiume Cuyuni.

## Caratteristiche
L'olotipo femminile rinvenuto ha lunghezza totale è di 8.50mm; la lunghezza del cefalotorace è di 3,65mm; e la larghezza è di 3,15mm.

## Distribuzione
La specie è stata reperita nella Guyana centrale: l'olotipo femminile è stato rinvenuto lungo il fiume Cuyuni, appartenente alla regione Cuyuni-Mazaruni.

## Tassonomia
Al 2015 non sono note sottospecie e non sono stati esaminati nuovi esemplari.